# Квалификације за Светско првенство у фудбалу за жене 2007.
У процесу квалификација за ФИФА Светско првенство у фудбалу за жене 2007. године 120 тимова из шест ФИФА конфедерација су се такмичила за 16 места у финалу турнира. Кина се аутоматски квалификовала као домаћин турнира, шеснаесто место је одређено кроз меч плеј-офа између трећепласираних екипа Северне/Централне Америке и Азије.
Места су била подељена на следећи начин:
- Африка - коју представља Конфедерација Афричког фудбала, 2 места[1]
- Азија - Азијска фудбалска конфедерација, 3,5 места[2](Кина се квалификовала као домаћин)
- Европа - УЕФА, 6 места [3]
- Северна, Централна Америка и Кариби - Конкакаф: 2,5  места[4]
- Океанија - Фудбалска конфедерација Океаније: 1 место [5]
- Јужна Америка - Конмебол: 2 места[6]

### Африка (КAF)
Првенство Африке у фудбалу за жене 2006. функционисало је као квалификациони турнир за Светско првенство. Првобитно је овај турнир требало да се одржи у Габону, али је Габон из „организационих разлога“ одустао од домаћина такмичења. Укупно 32 тима су учествовала на афричком првенству и такмичила се за два слободна места, али је шест одустало током квалификационе сесије.
Победом у полуфиналним мечевима, 7. новембра 2006. године, Нигерија и Гана су се квалификовале на Светско првенство.
'Ќвалификовали се:  Нигерија –  Гана

### Азија (АФК)
Првенство АФК за жене 2006. функционисало је као квалификациони турнир за Светско првенство. Првобитно је било планирано да се турнир одржи у Јапану, али након што је Фудбалски савез Аустралије прешао из Фудбалске конфедерације Океаније у Азијску фудбалску конфедерацију, тим Аустралије је ушао у квалификациону серију. Они су добили права хостинга у фебруару 2006. године. Првенство је одржано између 16. јула 2006. и 30. јула 2006. Пошто је Кина, земља домаћин Светског првенства за жене 2007, прошла у финале, још једна финалисткиња, Аустралија и трећепласирана Северна Кореја, квалификовале су се за финале Светског првенства. Четвртопласирани Јапан се квалификовао за меч плеј-офа са Мексиком, трећепласираним тимом са женског Златног купа Конкакаф 2006.
Ќвалификовали се:  Аустралија –  Северна Кореја –  Јапан.

### Европа (УЕФА)
Двадесет и пет тимова из Прве категорије европског женског фудбала подељено је у пет група, из којих су се победници група пласирали у финале Светског првенства. Квалификације су завршене 30. септембра 2006. квалификацијама Норвешке, Шведске, Немачке, Данске и Енглеске.
Ќвалификовали се:  Норвешка –  Шведска –  Немачка –  Данска –  Енглеска

### Северна и Централна Америка и Кариби (Конкакаф)
Женски златни куп 2006. био је квалификациони турнир за Светско првенство Конкакаф групе. Финале турнира је одржано између 19. и 26. новембра 2006. године. САД и Канада су добили директна места у квалификацијама након што су се такмичили у финалу Златног купа 2002. године, док су четири преостала места одређена регионалним квалификацијама.
Дана 22. новембра 2006. Сједињене Државе и Канада су се квалификовале победом у полуфиналним мечевима, док се Мексико квалификовао за меч плеј-офа са Јапаном након што је победио Јамајку у мечу за треће место за Златни куп 2006. године. Мексико је изгубио меч плеј-офа са Јапаном , тако да се није квалификовао за Светско првенство
Ќвалификовали се:  Сједињене Државе –  Канада

### Океанија (ОФК)
Да представља Океанију на Светском првенству додељено је једно место а оно је додељено победнику ОФК првенства за жене 2007. године, одржаном од 9. до 13. априла 2007. у Папуи Новој Гвинеји.
Нови Зеланд је освојио овај турнир и квалификовао се за Светско првенство у фудбалу за жене 2007. Ово је други пут да се Нови Зеланд квалификовао на ФИФА Светског првенства за жене, први пут је било 1991. године.
Ќвалификовала се:  Нови Зеланд

### Јужна Америка (Конмебол)
Копа Америка за жене 2006. био је квалификациони турнира за Светско првенство за Конмебол конфедерацију. Првобитно, женски фудбалски турнир на Јужноамеричким играма 2006. у Буенос Ајресу би служио као квалификациони турнир, али је комитет Јужноамеричких игара укинуо фудбал са игара, приморавши Аргентински фудбалски савез да организује турнир у кратком року.
Бразил се 24. новембра квалификовао са шест бодова. Аргентина се квалификовала 26. новембра победивши Бразил и зарадивши укупно 7, чиме је освојила турнир.
Ќвалификовала се:  Бразил –  Аргентина

## АФК–Конкакаф плеј-оф
Жребање је одржано у хотелу Вестин у Токију, Јапан 15. децембра 2006. године.
| Тим #1 | рез.  | Тим #2  | прва утакмица | друга утакмица |
| ------ | ----- | ------- | ------------- | -------------- |
| Јапан  | 3 : 2 | Мексико | 2 : 0         | 1 : 2          |

## Квалификоване репрезентације
На завршни турнир су се квалификовале следеће екипе:
| Екипа            | Број учешћа укљ. 2007 | Учешће у низу | Прво учешће | Задње учешће 2007 | Најбољи резултат           |
| ---------------- | --------------------- | ------------- | ----------- | ----------------- | -------------------------- |
| Аргентина        | 2                     | 2             | 2003        | 2003              | 1. коло                    |
| Аустралија       | 4                     | 4             | 1995        | 2003              | 1. коло                    |
| Бразил           | 5                     | 5             | 1991        | 2003              | 3. место (1999)            |
| Канада           | 4                     | 4             | 1995        | 2003              | 4. место (2003)            |
| Кина             | 5                     | 5             | 1991        | 2003              | 2. место (1999)            |
| Данска           | 4                     | 3             | 1991        | 1999              | Четвртфинале (1991 и 1995) |
| Енглеска         | 2                     | 1             | 1995        | 1995              | Четвртфинале (1995)        |
| Немачка          | 5                     | 5             | 1991        | 2003              | Шампион (2003)             |
| Гана             | 3                     | 3             | 1999        | 2003              | 1. коло                    |
| Јапан            | 5                     | 5             | 1991        | 2003              | Четвртфинале (1995)        |
| Северна Кореја   | 3                     | 3             | 1999        | 2003              | 1. коло                    |
| Нови Зеланд      | 2                     | 1             | 1991        | 1991              | 1. коло                    |
| Нигерија         | 5                     | 5             | 1991        | 2003              | Четвртфинале (1999)        |
| Норвешка         | 5                     | 5             | 1991        | 2003              | Шампион (1995)             |
| Шведска          | 5                     | 5             | 1991        | 2003              | 2. место (2003)            |
| Сједињене Државе | 5                     | 5             | 1991        | 2003              | Шампион (1991 и 1999)      |

Свака квалификована репрезентација је учествовала на претходном Светском првенству за жене. До данас, Светско првенство за жене 2007. је једино Светско првенство за мушкарце или жене на којем је сваки тим на финалном турниру играо на једном од претходних финалних турнира Светског првенства.